# ويليام إم. مان
ويليام إم. مان (بالإنجليزية: William M. Mann)‏ هو عالم حشرات وعالم حيوانات أمريكي، ولد في 1886، وتوفي في 1960.